# Тесситура
Тесситу́ра (итал. tessitura, буквально — «ткань», от tessere — «ткать») — музыкальный термин, определяющий высотное положение звуков в музыкальном произведении по их отношению к диапазону голоса (вокала) или музыкального инструмента. Также тесситурой можно назвать тот диапазон певческого голоса конкретного человека, пение на котором даётся ему без сильной нагрузки на голосовые связки.
Различают высокую, среднюю и низкую тесситуры, соответствующие возможностям высоких, средних и низких певческих голосов и разновидностей музыкальных инструментов.
Звук определённой высоты будет являть собой высокую, среднюю или низкую тесситуру в зависимости от типа извлекающего его певческого голоса.
Например, ре первой октавы относится к низкой тесситуре для сопрано, но к высокой для баса.
Средняя тесситура наиболее удобна для исполнения и обладает наилучшими выразительными возможностями и красотой звучания.
Соответствие естественным возможностям голоса человека или музыкального инструмента является необходимым условием художественного исполнения. Однако это условие в неодинаковой мере соблюдается в партиях исполнителей солистов и хоров и оркестров. Так, хоровые и оркестровые партии чаще лежат в области нормальной тесситуры с редкими заходами в область низкой или высокой тесситуры.